# キングレコード
キングレコード株式会社（英: KING RECORD CO., LTD.）は、日本のレコード会社。
出版社である講談社（当時・大日本雄辯會講談社）の音楽部門として1931年に発足した。ロゴ表記は主に「KING RECORDS」が使用されているが、戦前から使われているライオンマークも存在する。キングの名称は講談社の雑誌『キング』に由来する。

## 概要
1931年に大日本雄辯會講談社系列として創業。社名は同社が発行していた大衆向け雑誌『キング』に因む。戦前は主に「キング」「キングレコード」のレーベル名で、日本コロムビア・日本ビクター（現：JVCケンウッド・ビクターエンタテインメント）・日本ポリドール（現：ユニバーサル ミュージックLLC）・テイチク（現：テイチクエンタテインメント）といった大手レーベルと並び、流行歌や軍歌（戦時歌謡）を製作・発表。『愛馬進軍歌』『出征兵士を送る歌』などがヒットする。戦時中、敵性語排斥により『キング』が『富士』に改名したことを受けて「富士音盤（ふじおんばん）」とレーベル名を変更したが、戦後になってもとの『キング』に戻したことからレーベル名も「キングレコード」に戻す。1951年にキングレコード株式会社として独立（設立）。
ノンプロ歌手のレーベルとしても有名で、ここからデビューしたノンプロ歌手を俗に「キング歌手」とも呼ぶ。
音楽業界のCD不況が続く中でも黒字経営であり、2000年3月決算期より23期連続で黒字を達成している。

## レーベル
メインレーベルである「キングレコード」（KING RECORDS）は、従前は主な制作部署として、演歌・歌謡曲部門「第一クリエイティブ本部」、J-POP部門「第二クリエイティブ本部」の2本部が制作を担ってきたが、2022年・2023年の組織改定で両本部を統合した「キングレーベルクリエイティブ本部」（2024年に「アーティストデベロップメント本部」に改称）が発足、その下にそれぞれの本部の業務を継承した第一制作グループと第二制作グループが置かれている。
アニメ・声優部門においては第三クリエイティブ本部とスターチャイルドを統合して発足したレーベル「KING AMUSEMENT CREATIVE」（キング・アミューズメント・クリエイティブ、KAC）がある。発足当初は「キング・アミューズメント・クリエイティブ本部」が部署として存在したが、2023年の組織改定で「KACコンテンツプロデュース本部」と「KACアーティストプロデュース本部」に分割、名称自体は両部署のレーベルとして存続している。KACには派生レーベルとして当時の第二クリエイティブ本部の一部アーティストを合流させたJ-POP寄りの「SONIC BLADE」（ソニックブレード）がある。
また、旧スターチャイルドから派生する形で発足し、宮本純乃介がレーベルヘッドを務めるももいろクローバーZやアニメ・実写関連の「EVIL LINE RECORDS」（イーブルラインレコード）、その兄弟レーベルとして新人発掘を主眼に置いた「HEROIC LINE」（ヒロイックライン）も持つ。
その他のサブレーベルとして、STU48のプライベートレーベルの「You, Be Cool!」（ユー・ビー・クール）や、ヘヴィメタル・プログレッシブ・ロック専門の「王様ロック」、童謡などキッズ向け楽曲の「すく♪いく」などがある。
ジャズ・クラシック・民族音楽系では、「KING JAZZ&CLASSICS」を展開している。このうちジャズ・フュージョン系では、1970年代後半に、フュージョンの「ELECTRIC BIRD」（エレクトリックバード）と、アコースティックを中心とした「パドル・ホイール」（Paddle Wheel）が立ち上げられ、特に後者は日本企画によるオリジナル作品を多く扱った。また、クラシック専門レーベルとしてで旧東ドイツの「ドイツ・シャルプラッテン」も扱っている。
かつてはゲームミュージックを扱っていて、ドラゴンクエストシリーズを関連の「SUGIレーベル」を持ち、また「ファルコムレーベル」・「コナミレーベル」を持っていたことがあるほか、1980年代から2005年頃まではゲームソフトの販売にも携わっていた。
上記各部門やサブレーベルに属さない映像単体作品に関しては、独立した部署として映像制作部が制作を担当していた。現在はキングレーベルクリエイティブ本部第二制作部映像制作グループがその業務を担っている。
1960年代に、根本進の漫画『クリちゃん』をイメージキャラクターとした童謡レーベル「クリちゃんレコード」を持っていた。
キングレコードの子会社でニューミュージック系レーベルの「ベルウッド・レコード」もあり、当社のサブレーベルとしてロック専門の「ROCKBELL records」（ロックベル・レコーズ）がある。

## 沿革
- 1931年（昭和6年）1月：大日本雄辯會講談社にレコード部が設置される（創業）。
- 1942年（昭和17年）：太平レコード買収[13]。
- 1946年（昭和21年）：日本録音工業株式会社を設立し、講談社から独立、キング音響に社名変更[13]。
- 1951年（昭和26年）：キングレコード株式会社を設立。米キャピトル・レコードと配給契約。
- 1953年（昭和28年）：録音・原盤制作にテープレコーダー（米アンペックス製）を導入。第一弾は江利チエミのシングル盤『思い出のワルツ／サイド・バイ・サイド』（1953年6月発売）。
- 1954年（昭和29年）1月：英デッカ原盤のロンドンレーベルによる、ffrrの第1回LP発売[注釈 5]。
- 1955年（昭和30年）：キャピトル・レコードが英EMIの傘下に入ったことにより、キャピトル・レコードの発売権が東京芝浦電気レコード事業部（後の東芝EMI → EMIミュージック・ジャパン → ユニバーサル ミュージック ジャパン）に移行。
- 1956年（昭和31年）：初の純国産ジャズLPレコード『ハイカラー・クラブ・サンデイ・ジャズ・コンサート』を発売。[注釈 6]翌1957年には『キング・ジャズシリーズ』に発展する。
- 1959年（昭和34年）：自社によるステレオ録音をスタートさせる。
  - 2月28日：ステレオ・レコードを発売開始（英デッカ原盤によるロンドンレーベルによるffssレコードなど）。特に第1号であるカール・ミュンヒンガー指揮、シュトゥットガルト室内管弦楽団によるヴィヴァルディ「四季」(SLB-1[注釈 7]) は、初版で当時のステレオ・クラシックLPとしては異例の2万枚の大ヒットとなる。
- 1961年（昭和36年）：「SDS（スーパー・ダイナミック・サウンド）シリーズ」発売開始。第一弾は東京キューバン・ボーイズ『キューバン・スペクタクルズ』。
- 1966年（昭和41年）：4トラック・ステレオ・テープ販売[13]
- 1967年（昭和42年）：音楽カセットと8トラック・ステレオ・カートリッジ販売[13]
- 1981年（昭和56年）10月：英デッカがポリグラムの傘下に入ったことから、同社原盤による新譜やポピュラーの旧譜などのほとんどの発売がロンドンレコード（後にポリドール・レコードに吸収合併）に移行されるが、英デッカの強い要請により、ステレオ初期を中心とするクラシックの旧譜の発売については引き続き行うこととなり（ロンドンレコード→ポリドール→ポリグラムからのサブライセンス扱いのため、レコードジャケット裏面の解説書やCDケース裏面の曲目の下部には『Manufactured under license of London Records K.K.→Polydor K.K.→Polygram K.K.』と表記）、作品によっては再発売の度にキングとポリドールで販売を往復したものや、CD・アナログレコード・カセットテープで発売元が異なる物もあった。
- 1983年（昭和58年）：CDの発売を行う。（朝比奈隆指揮によるリヒャルト・シュトラウス「ツァラトゥストラはかく語りき」ほか）
- 1985年（昭和60年）：三洋電機の資本参加と業務提携を実施。CDプレスの中心拠点を同社に置く。
- 1986年（昭和61年）12月：同社プロデューサーの髙和元彦が中心となり、高品質のアナログLPである「ザ・スーパー・アナログ・ディスク」を発売し、英デッカを初め国内外から絶賛を浴び、後の高品質アナログ・ディスクのパイオニア的存在となる（当初は日本ビクター〈現・JVCケンウッド・クリエイティブメディア〉にてプレスを行った）[注釈 8] 。
- 1990年（平成2年）：創業時から提携関係にあった、独テレフンケンを所有する独テルデック社がワーナーミュージックの傘下に入ったため、同原盤による発売が中止される[注釈 9]。
- 1993年（平成5年）：東京都文京区音羽1-2-3に旧本社社屋完成
- 1996年（平成8年）：関口台スタジオ完成
- 1998年（平成10年）：江戸川橋スタジオ完成（倒産した六興出版のスタジオを改装）
- 2000年（平成12年）：英デッカがユニバーサルミュージックの傘下に入ったため、同原盤によるロンドンレコードの発売が全て中止となる。
- 2005年（平成17年）：東京放送（TBS、現・TBSホールディングス）による資本参加と業務提携を実施(その後、2019年〈令和元年〉6月24日をもって東京放送ホールディングス〈現・TBSホールディングス〉との業務提携が終了した。)
- 2011年（平成23年）12月30日：AKB48「フライングゲット」が第53回日本レコード大賞を受賞 。同社所属歌手のレコ大受賞は梓みちよ（1963年・第5回）、布施明（1975年・第17回）、大月みやこ（1992年・第34回、歌謡曲・演歌部門）に続き史上4組目。
- 2012年（平成24年）
  - 3月10日：創業80周年を記念し、同じく創業120周年となった山野楽器と共同で、キングレコード所属アーティストによる演歌・歌謡曲のコンサート「キングオールスター歌謡パレード」をゆうぽうとホールにて初開催[14][15]。
  - 12月30日：AKB48「真夏のSounds good !」が第54回日本レコード大賞を2年連続受賞。同社所属歌手のレコ大連続受賞としては史上初。
- 2014年（平成26年）4月、スターチャイルドから派生する形で新レーベル「EVIL LINE RECORDS」（イーブルラインレコード）を設立。レーベルヘッドに宮本純乃介の就任を発表[9]。
- 2015年（平成27年）6月20日・6月21日：キングレコード所属アーティストによるアニメソングの大型フェス「KING SUPER LIVE 2015」をさいたまスーパーアリーナにて初開催。
- 2016年（平成28年）2月1日：アニメ・声優部門の第三クリエイティブ本部とスターチャイルドレコードを統合し、「キング・アミューズメント・クリエイティブ本部」を設立[16]。
- 2020年（令和2年）6月、東京都豊島区のイベント複合施設Mixalive TOKYO地下2階に撮影スタジオClub Mixaを開設。
- 2022年（令和4年）3月、自社商品やアーティストのニュースを発信するオウンドメディア「KING RECORDS TODAY」を開始[17]。
- 2023年（令和5年）4月、次世代アーティストの発掘と育成に主眼を置いたEVIL LINE RECORDSの兄弟レーベルにあたる新レーベル「HEROIC LINE」（ヒロイックライン）を設立。レーベルヘッドにEVIL LINE RECORDSのレーベルヘッドと兼任する形で宮本純乃介の就任を発表[10]。
- 2023年（令和5年）11月：東京都文京区音羽1-22-12に新本社社屋が完成、同月27日より本社移転[18]。

## ロゴマーク
- ロゴマークは、赤・青・緑のアンダーラインの上に横文字の「KING RECORDS」と、左向きのライオンの下に「KING」と書かれた2種類が存在する。

## 子会社
- 株式会社セブンシーズミュージック
- ベルウッド・レコード株式会社
- 株式会社キング関口台スタジオ
- 株式会社ポリゴン・ピクチュアズ
- 株式会社Dazed

### 過去
- 株式会社キングインターナショナル - 2025年4月25日をもって営業終了[19][20]

## 「…のすべて」、「…の謎」シリーズ
「軍艦マーチのすべて」を1998年に発売して以降、キングレコードは「…のすべて」、「…の謎」シリーズを展開してきた。2003年度には、「むすんでひらいての謎」が第58回文化庁芸術祭優秀賞を受賞した。

### 「…のすべて」シリーズ一覧
| 発売日        | タイトル                         | 規格品番    |
| ------------- | -------------------------------- | ----------- |
| 1998年4月24日 | 軍艦マーチのすべて               | KICG-3073   |
| 2018年4月4日  | 軍艦マーチのすべて               | KICG-3073   |
| 2000年6月7日  | 軍歌のすべて                     | KICW-8021/2 |
| 2000年6月7日  | マーチのすべて                   | KICW-8035/6 |
| 2002年5月1日  | マーチのすべて                   | KICW-8153/4 |
| 2004年5月8日  | マーチのすべて                   | KICW-8313/4 |
| 2006年6月22日 | マーチのすべて                   | KICW-8447/8 |
| 2008年5月9日  | マーチのすべて                   | KICW-9117/8 |
| 2000年12月6日 | 君が代のすべて                   | KICG-3074   |
| 2002年3月6日  | 螢の光のすべて                   | KICG-3075   |
| 2014年3月5日  | 螢の光のすべて (改定版)          | KICG-3263   |
| 2003年6月25日 | 荒城の月のすべて                 | KICG-3133   |
| 2003年11月6日 | ラジオ体操のすべて               | KICG-3079   |
| 2004年3月3日  | 四国民謡のすべて                 | KICH-2408   |
| 2005年6月22日 | 海ゆかばのすべて                 | KICG-3228   |
| 2006年7月28日 | お玉じゃくしと権兵衛さんのすべて | KICG-3238   |

### 「…の謎」シリーズ一覧
| 発売日        | タイトル             | 規格品番  |
| ------------- | -------------------- | --------- |
| 2003年3月5日  | むすんでひらいての謎 | KICG-3077 |
| 2003年9月26日 | 五木の子守唄の謎     | KICG-3078 |
| 2004年9月1日  | 赤とんぼの謎         | KICG-3080 |
| 2005年8月3日  | アリランの謎         | KICG-3230 |

## ゲームソフト
- ※はスターチャイルドから発売。

| 発売日         | タイトル                                                 | ゲームハード                |
| -------------- | -------------------------------------------------------- | --------------------------- |
| 1987年8月7日   | ミラクルロピット 2100年の大冒険                          | ファミリーコンピュータ      |
| 1989年3月17日  | ジーザス 恐怖のバイオモンスター                          | ファミリーコンピュータ      |
| 1990年11月21日 | コロダイス                                               | ゲームボーイ                |
| 1991年2月8日   | 赤川次郎の幽霊列車                                       | ファミリーコンピュータ      |
| 1991年5月17日  | ラブルセイバー                                           | ゲームボーイ                |
| 1992年2月27日  | ラブルセイバー2                                          | ゲームボーイ                |
| 1992年6月26日  | 総合格闘技 アストラルバウト                              | スーパーファミコン          |
| 1993年10月8日  | スーパー競走馬 風のシルフィード                          | スーパーファミコン          |
| 1993年8月27日  | 勝馬予想 競馬貴族                                        | ゲームボーイ                |
| 1994年2月28日  | 総合格闘技 アストラルバウト2                             | スーパーファミコン          |
| 1994年7月29日  | 勝馬予想 競馬貴族EX'94                                   | ゲームボーイ                |
| 1994年9月23日  | ラリーニクソン スーパーバスフィッシング                  | スーパーファミコン          |
| 1995年4月14日  | 勝馬予想 競馬貴族EX'95                                   | ゲームボーイ                |
| 1995年10月20日 | RINGS 〜アストラルバウト3〜                              | スーパーファミコン          |
| 1996年3月15日  | フィッシング甲子園                                       | セガサターン                |
| 1996年5月31日  | フィッシング甲子園                                       | スーパーファミコン          |
| 1996年8月23日  | 出世麻雀大接待                                           | PlayStation                 |
| 1996年12月27日 | 出世麻雀大接待                                           | セガサターン                |
| 1997年3月14日  | フィッシング甲子園2                                      | PlayStation                 |
| 1997年5月30日  | フィッシング甲子園2                                      | セガサターン                |
| 1996年3月15日  | 爆れつハンターR ※                                        | セガサターン                |
| 1997年10月23日 | マリオ武者野の超将棋塾                                   | PlayStation                 |
| 1998年1月15日  | マリオ武者野の超将棋塾                                   | セガサターン                |
| 1998年8月6日   | 3×3EYES 〜転輪王幻夢〜                                   | PlayStation                 |
| 1998年9月10日  | どきどきポヤッチオ                                       | PlayStation                 |
| 1998年10月16日 | 新競馬貴族ポケットジョッキー                             | ゲームボーイ                |
| 1999年1月28日  | DUKE NUKEM TOTAL MELT DOWN                               | PlayStation                 |
| 1999年3月11日  | 奏（騒）楽都市OSAKA                                      | PlayStation                 |
| 1999年7月23日  | ポケットルアーボーイ                                     | ゲームボーイ                |
| 2000年9月29日  | 新世紀エヴァンゲリオン 麻雀補完計画 ※                    | ゲームボーイカラー          |
| 2001年12月21日 | シャーマンキング 超・占事略決 ふんばり編/メラメラ編 ※    | ゲームボーイカラー          |
| 2002年7月26日  | シャーマンキング 超・占事略決2 ※                         | ゲームボーイアドバンス      |
| 2002年12月13日 | シャーマンキング 超・占事略決3 ※                         | ゲームボーイアドバンス      |
| 2003年4月25日  | あずまんが大王アドバンス ※                               | ゲームボーイアドバンス      |
| 2004年4月23日  | 宇宙のステルヴィア ※                                     | ゲームボーイアドバンス      |
| 2005年9月9日   | 瓶詰妖精 〜はる・なつ・あき・ふゆ せんせいさんと一緒〜 ※ | Windows 98 / 2000 / Me / XP |